# Estanislao Andreu y Serra
Estanislao Andreu y Serra (Barcelona, 1850) fue un médico español.

## Biografía
Natural de Barcelona, nació en 1850. Como doctor en medicina y cirugía, fue director de la casa de socorro del distrito de la Lonja e individuo y secretario de la Academia Médico-Farmacéutica.
Asimismo, fue colaborador de la revista Enciclopedia médica y director de la Enciclopedia médico-farmacéutica, publicadas ambas en su ciudad natal.

## Publicaciones
Escribió, entre otras, las siguientes publicaciones:
- «Memoria sobre la verificación de las defunciones» (1876);[2]
- «Tendencias, unidad y porvenir de la medicina y terapéutica», discurso leído el 19 de enero de 1882 en la sesión de la Sociedad Médico-Farmacéutica celebrada en Barcelona;
- «Memoria sobre los trabajos, estado y progreso de la Academia médico-farmacéutica de Barcelona durante el año 1888» (1889)